# Wieża audio
Wieża audio – zwyczajowa nazwa zestawu odrębnych urządzeń elektroakustycznych, ułożonych jeden na drugim (stąd nazwa) i połączonych wzajemnie.
Rozpowszechniony w latach 80. XX wieku zestaw sprzętu hi-fi składał się początkowo z: magnetofonu, tunera radiowego, wzmacniacza, oraz ew. korektora graficznego i gramofonu. Występowała także mniej rozbudowana konfiguracja zawierająca amplituner. W późniejszym okresie do zestawu włączono również odtwarzacze CD, SACD, serwery muzyczne, timery itp. Do wzmacniacza lub amplitunera podłączane są kolumny głośnikowe.
Postępująca miniaturyzacja podzespołów elektronicznych pozwoliła na zmniejszenie rozmiarów i ciężaru sprzętu hi-fi na tyle, że umieszczenie go w kilku odrębnych obudowach przestało być potrzebne. W rezultacie zaczęto konstruować mini-wieże, a także ich miniaturową formę: mikro-wieże. W XXI w. spotyka się zestawy, w skład których wchodzą również urządzenia wideo. Nazywa się je systemami kina domowego.
Tendencja zamykania podzespołów w odrębnych obudowach z osobnymi zasilaczami utrzymuje się natomiast w segmencie najdroższych domowych urządzeń audio. Typowe są zestawy z oddzielonym dodatkowo przedwzmacniaczem i wzmacniaczem mocy. Według materiałów marketingowych, tego typu rozwiązania poprzez eliminację zakłóceń są w stanie poprawić jakość dźwięku.

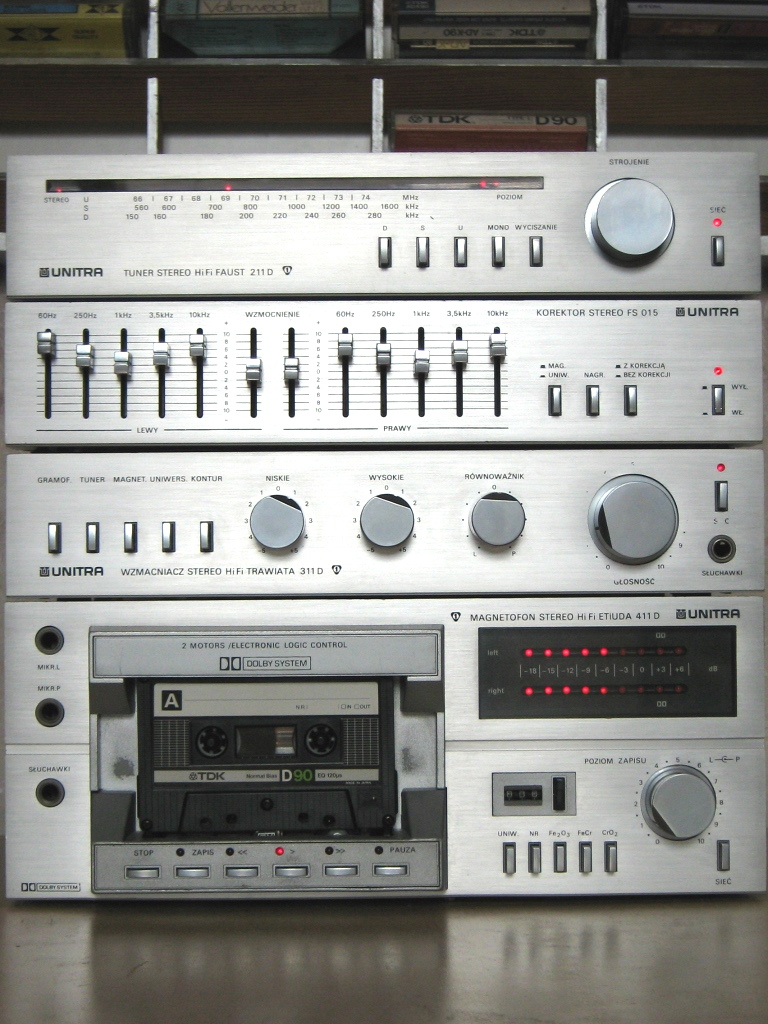
Wieża Diora stereo Hi-Fi (1982)
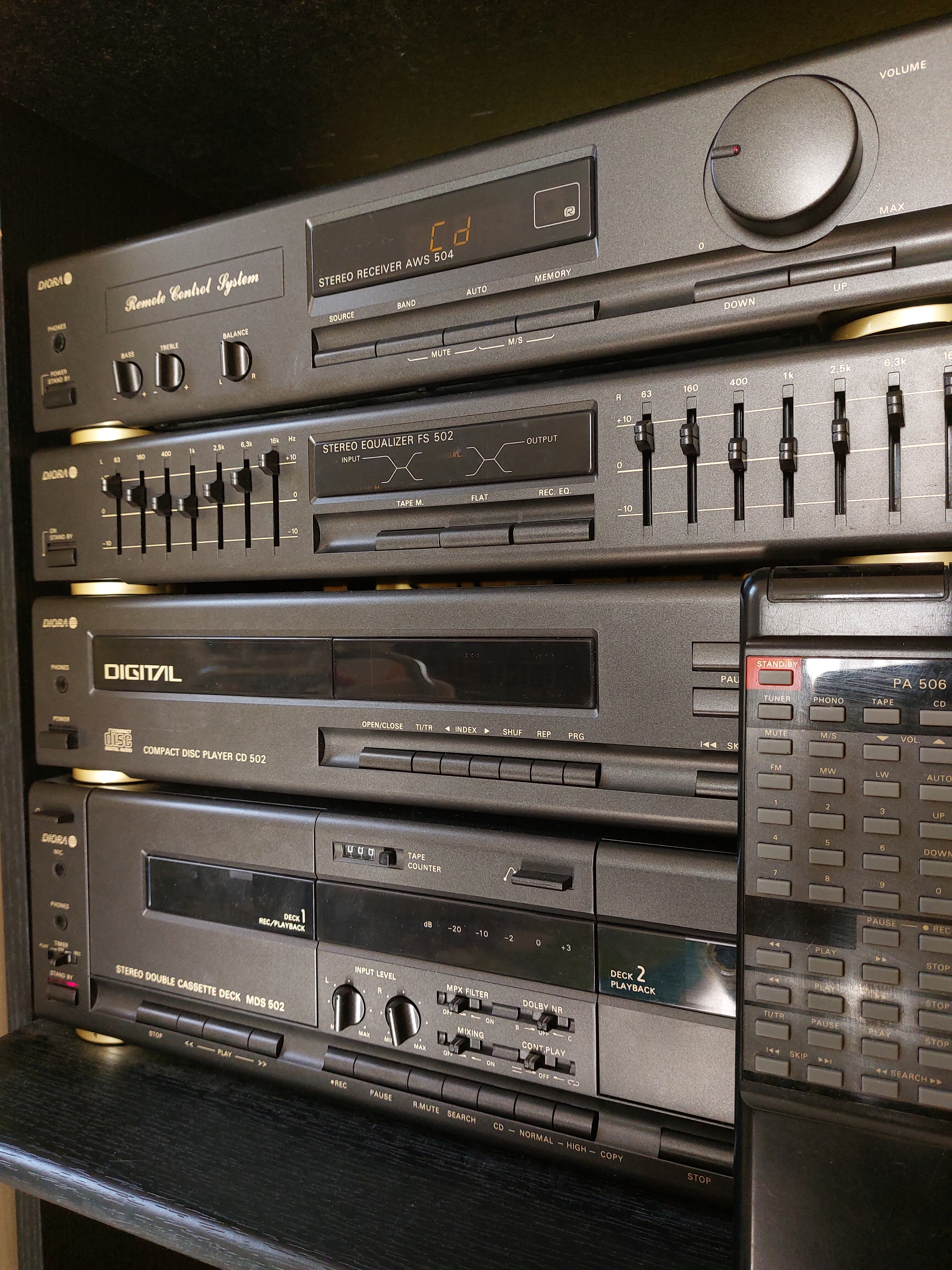
Zestaw wieżowy firmy Diora
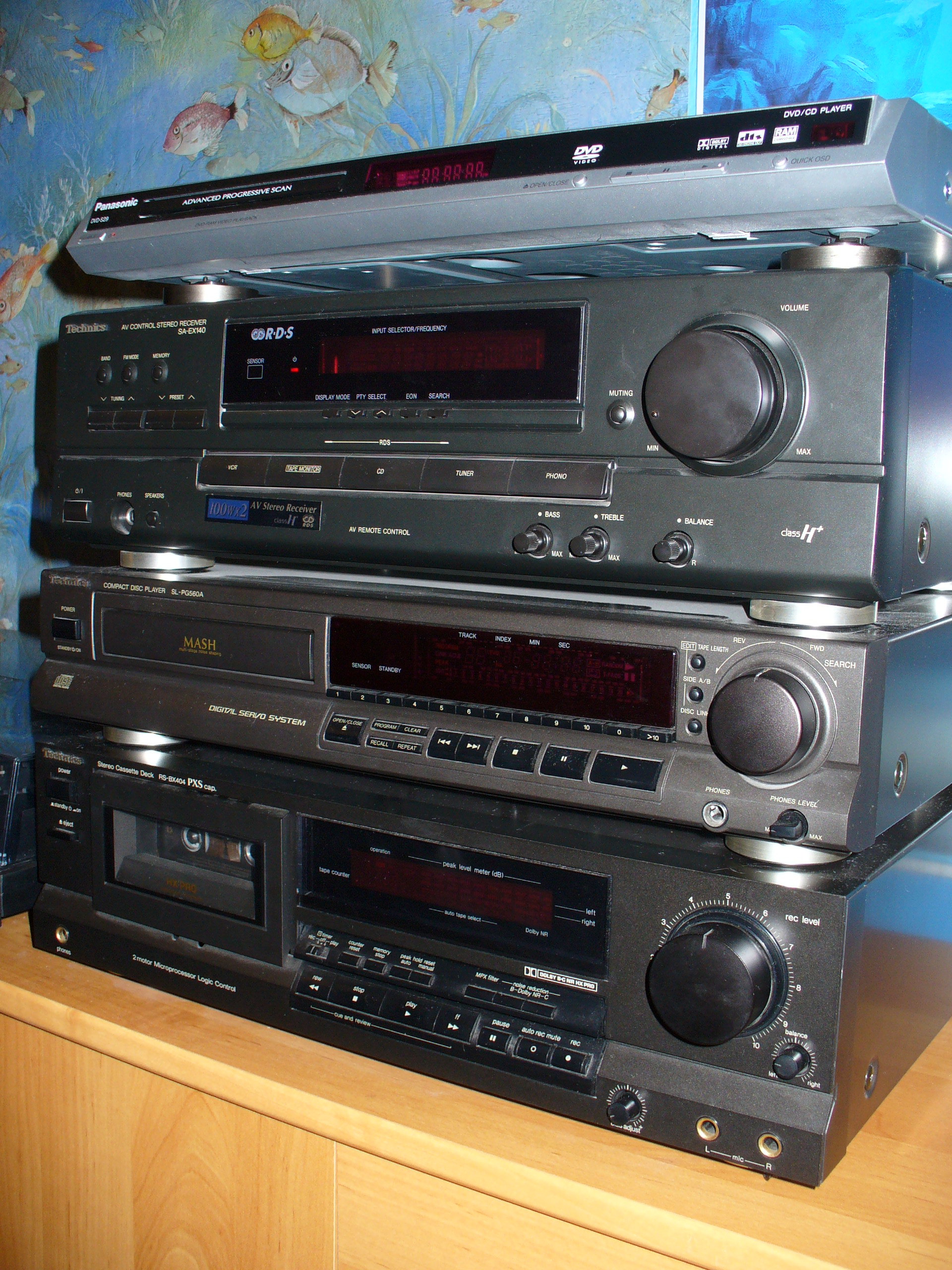
Zestaw firmy Technics
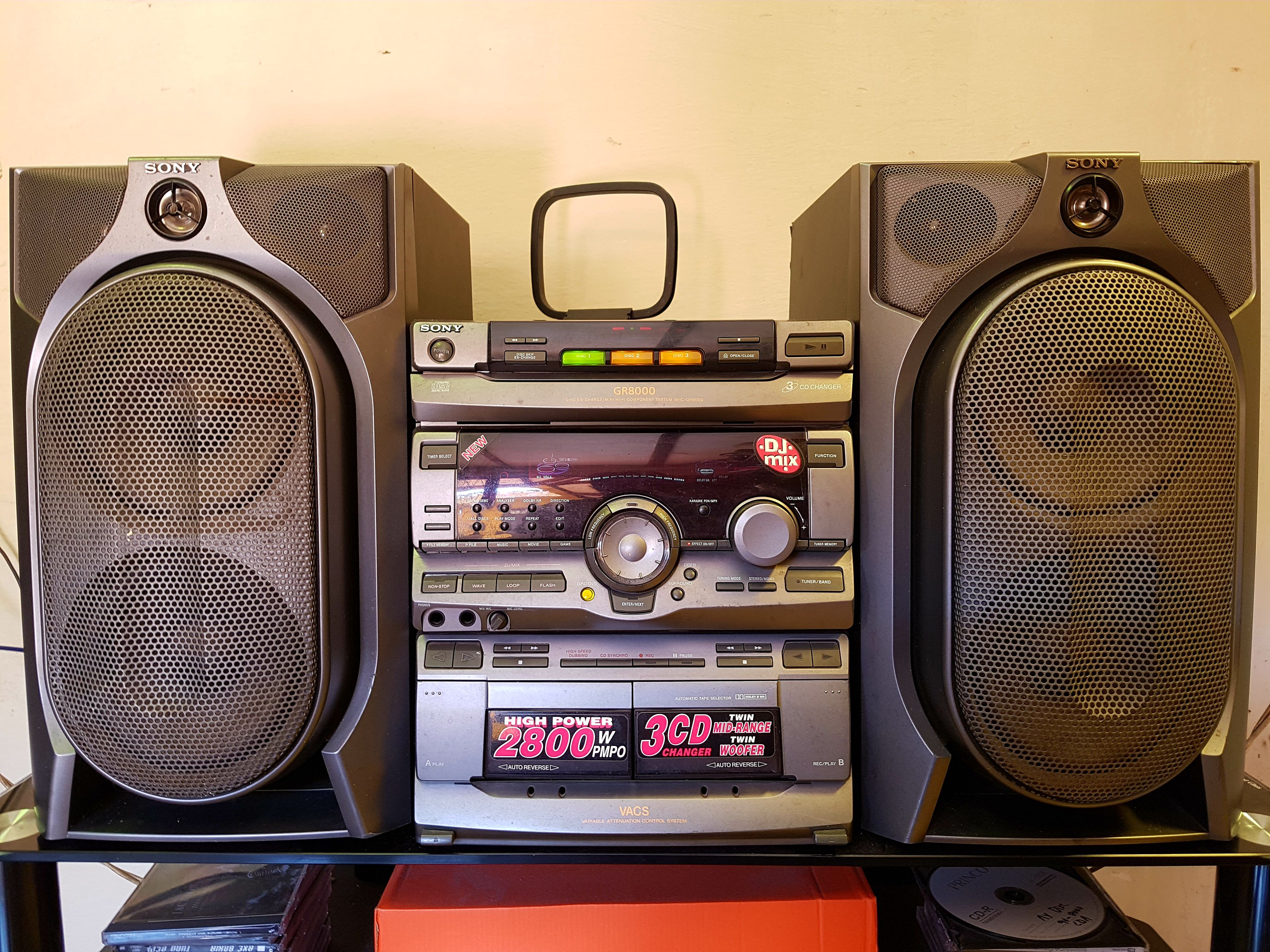
Zestaw firmy Sony (1997)
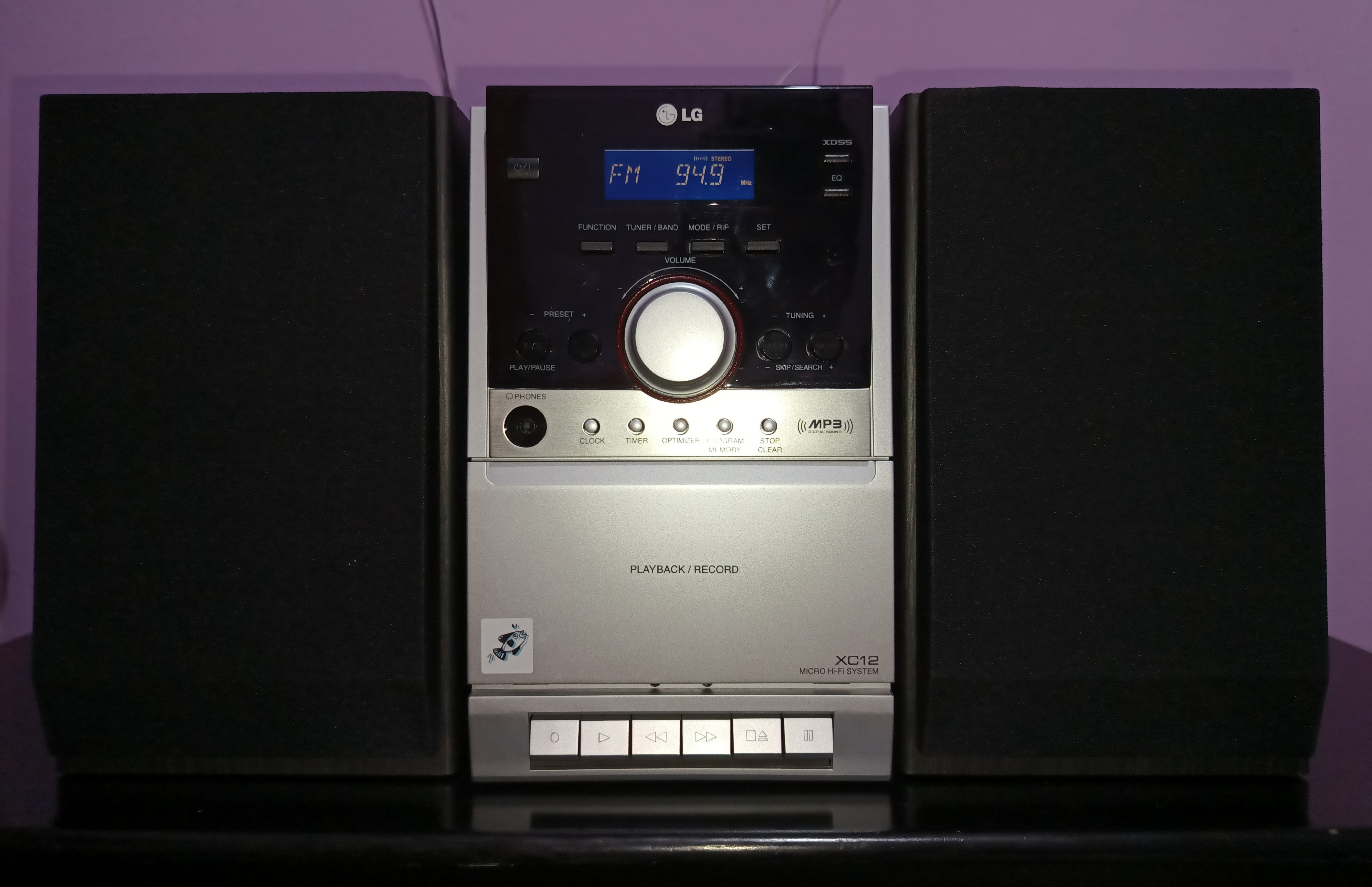
Mini-wieża LG
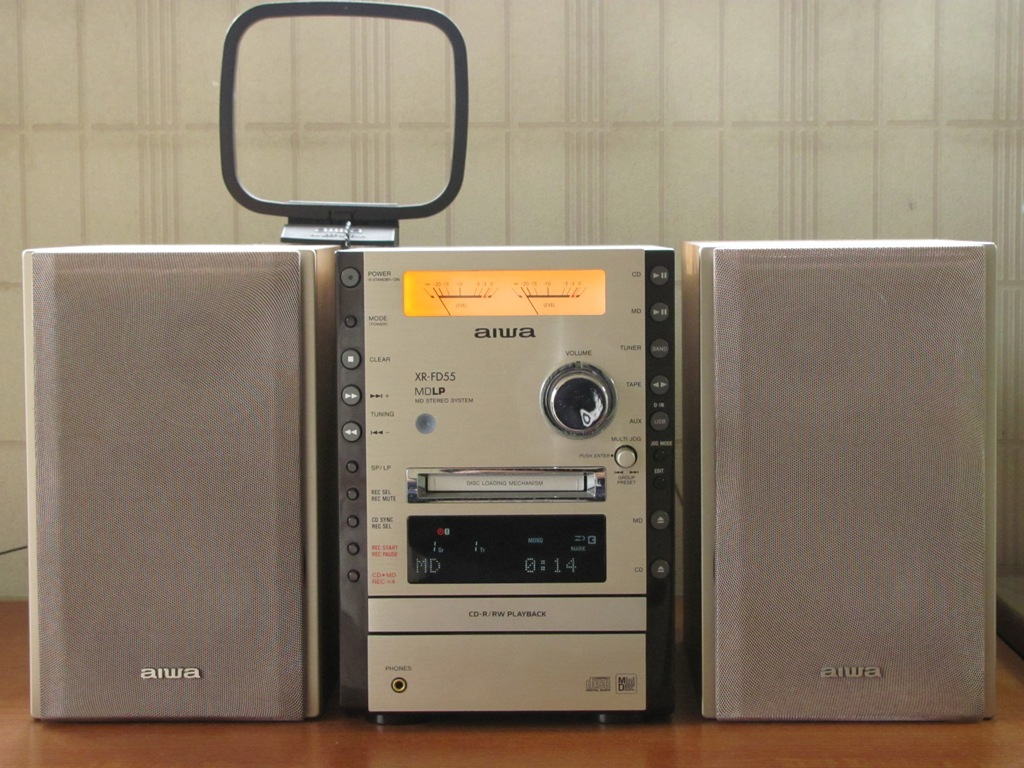
Mini-wieża Aiwa